# La Ferté-Chevresis
La Ferté-Chevresis è un comune francese di 603 abitanti situato nel dipartimento dell'Aisne della regione dell'Alta Francia.

## Società

### Evoluzione demografica
Abitanti censiti